# Perfect Dark Zero
Perfect Dark Zero är ett datorspel utvecklat av Rare för spelkonsolen Xbox 360. Spelet är av typen förstapersonsskjutare och var en av lanseringstitlarna när Xbox 360 släpptes i slutet av 2005.